# کاسنی پاکوتاه
کاسنی پاکوتاه (به انگلیسی: Cichorium pumilum) گیاه علفی پایایی و یکساله به طول ۴۰سانتی‌متر با گل‌های آبی و برگ‌های قاعده‌ای مجتمع و نیزه‌ای که دارای ریشه‌های قوی و ضخیمی است که داخل آن شیرابه‌ای سفید رنگ وجود دارد.
گیاه دارویی «کاسنی» نقش مهمی در درمان سنگ‌های صفراوی و کلیوی دارد. خشک شده این گیاه عطری شبیه ادویه و طعمی تلخ دارد.
برگ‌ها برای انسان خوراکی می‌باشد. ریشه کاسنی اشتهاآور و جوشانده‌اش برای کبد مفید است. کاسنی خاصیت تب بری دارد و در درمان دیابت مؤثر است که از آن به عنوان تصفیه‌کننده خون استفاده می‌شود.